# Italcertifer
 (janvier 2022).
Italcertifer S.p.A. est un organisme agréé de contrôle et de certification de composants et systèmes ferroviaires, matériel roulants et voies ferrées régionales et à très grande vitesse, en Italie et dans le monde.

## Histoire
La société a été créée en 2001 sous la raison sociale Istituto Italiano di Ricerca e Certificazione Ferroviaria - Institut Italien de Recherche et de Certification Ferroviaire. Lors de sa création, les actionnaires étaient RFI, Trenitalia, l'École polytechnique de Milan et les Universités de Florence, Pise et Naples.
En 2007, FS Holding rachète les participations de ses filiales RFI et Trenitalia. En 2011, Italcertifer adopte le statut de société par actions. En 2013, la croissance rapide et constante de l'entreprise oblige Italcertifer à changer son organisation et crée des  divisions opérationnelles indépendantes entre elles. En 2015, la région Toscane entre au capital pour renforcer les liens de la société avec la région dans laquelle elle est implantée et qui représente un point d'excellence dans le secteur ferroviaire au niveau international.
En 2007, la société obtient l'agrément du Ministère italien des Infrastructures et des Transports pour délivrer les certificats de conformité dans le cadre de l’interopérabilité selon la Directive CE 57/2008. En 2008, dans l'attente de la publication des directives de qualification, Italcertifer obtient la reconnaissance VIS (Independent Safety Verifier) qui lui sera délivrée de manière définitive en 2012. En 2010, Italcertifer obtient l'accréditation de l'organisme unique italien (ACCREDIA) comme bureau de certification et d'inspection dans le secteur ferroviaire mais également au niveau de la vérification au niveau de la conception (décret législatif 163/06). Depuis 2013, Italcertifer est reconnu en tant qu'organisme certificateur des personnes responsables de la maintenance des wagons de fret (ECM) conformément au règlement CE 445/2011 du DM 21/12/2012.
En novembre 2014, Italcertifer est devenu le premier organisme agréé certificateur de la conformité des normes techniques nationales dans le secteur ferroviaire en Grèce, après la désignation par le ministère grec des infrastructures, des transports et des réseaux.
Depuis 2016, Italcertifer est une société filiale du Groupe FS, complètement indépendante, mais elle bénéficie de son énorme savoir faire et expérience plus que centenaire, dans le domaine ferroviaire. Avec une synergie stratégique avec quatre des plus prestigieuses universités italiennes, École polytechnique de Milan et les Universités de Pise, Florence et Naples, elle élargit encore plus son panel de compétences en créant un pôle d'excellence dans tout ce qui touche à la vérification de la conformité et à la sécurité ferroviaire.
Avec une expérience plus que consolidée et grâce à son organisation en divisions opérationnelles, Italcertifer se tourne vers l'avenir en élargissant ses domaines d'action dans des secteurs comme la plaisance et dans la formation des techniciens de maintenance des systèmes de sécurité. 